# 26e Golden Globe Awards
De 26e Golden Globe Awards, waarbij prijzen werden uitgereikt in verschillende categorieën voor de beste films en televisieprogramma's van 1968, vond plaats op 24 februari 1969 in het Ambassador Hotel in Los Angeles.

## Winnaars en genomineerden

### Film

#### Beste dramafilm
The Lion in Winter
- Charly
- The Fixer
- The Heart Is a Lonely Hunter
- The Shoes of the Fisherman

#### Beste komische of muziekfilm
Funny Girl
- Yours, Mine and Ours
- The Odd Couple
- Finian's Rainbow
- Oliver!

#### Beste acteur in een dramafilm
Peter O'Toole – The Lion in Winter
- Alan Arkin – The Heart Is a Lonely Hunter
- Alan Bates – The Fixer
- Tony Curtis – The Boston Strangler
- Cliff Robertson – Charly

#### Beste actrice in een dramafilm
Joanne Woodward – Rachel, Rachel
- Mia Farrow – Rosemary's Baby
- Katharine Hepburn – The Lion in Winter
- Vanessa Redgrave – Isadora
- Beryl Reid – The Killing of Sister George

#### Beste acteur in een komische of muziekfilm
Ron Moody – Oliver!
- Fred Astaire – Finian's Rainbow
- Jack Lemmon – The Odd Couple
- Walter Matthau – The Odd Couple
- Zero Mostel – The Producers

#### Beste actrice in een komische of muzikale film
Barbra Streisand – Funny Girl
- Julie Andrews – Star!
- Lucille Ball – Yours, Mine and Ours
- Petula Clark – Finian's Rainbow
- Gina Lollobrigida – Buona Sera, Mrs. Campbell

#### Beste mannelijke bijrol
Daniel Massey – Star!
- Beau Bridges – For Love of Ivy
- Ossie Davis – The Scalphunters
- Hugh Griffith – The Fixer
- Hugh Griffith – Oliver!
- Martin Sheen – The Subject Was Roses

#### Beste vrouwelijke bijrol
Ruth Gordon – Rosemary's Baby
- Barbara Hancock – Finian's Rainbow
- Abbey Lincoln – For Love of Ivy
- Sondra Locke – The Heart Is a Lonely Hunter
- Jane Morrow – The Lion in Winter

#### Beste regisseur
Paul Newman – Rachel, Rachel
- Anthony Harvey – The Lion in Winter
- Carol Reed – Oliver!
- William Wyler – Funny Girl
- Franco Zeffirelli – Romeo and Juliet

#### Beste scenario
Sterling Silliphant – Charly
- Mel Brooks – The Producers
- James Goldman – The Lion in Winter
- Roman Polański – Rosemary's Baby
- Dalton Trumbo – The Fixer

#### Beste filmmuziek
- Alex North – The Shoes of the Fisherman
- Michel Legrand – The Thomas Crown Affair
- Nino Rota – Romeo and Juliet
- Krzysztof Komeda – Rosemary's Baby
- Richard Sherman en Robert Sherman – Chitty Chitty Bang Bang
- John Barry – The Lion in Winter

#### Beste filmsong
"The Windmills of Your Mind" – The Thomas Crown Affair
- "Buona Sera, Mrs. Campbell" – Buona Sera, Mrs. Campbell
- "Chitty Chitty Bang Bang" – Chitty Chitty Bang Bang
- "Funny Girl" – Funny Girl
- "Star!" – Star!

#### Beste buitenlandse film – Engelse taal
Romeo and Juliet
- Benjamin
- Buona Sera, Mrs. Campbell
- Joanna
- Poor Cow

#### Beste buitenlandse film – vreemde taal
Vojna i mir, Sovjet-Unie
- La mariée était en noir, Frankrijk
- Baisers volés, Frankrijk
- Skammen, Zweden
- Skupljači perja, Joegoslavië

### Televisie

#### Beste televisieprogramma
Rowan & Martin's Laugh-In
- The Carol Burnett Show
- The Doris Day Show
- Julia
- The Name of the Game

#### Beste mannelijke televisiester
Carl Betz – Judd, for the Defense
- Raymond Burr – Ironside
- Peter Graves – Mission: Impossible
- Dean Martin – The Dean Martin Show
- Efrem Zimbalist jr. – The F.B.I.

#### Beste vrouwelijk televisiester
Diahann Carrol – Julia
- Doris Day – The Doris Day Show
- Hope Lange – The Ghost & Mrs. Muir
- Elizabeth Montgomery – Bewitched
- Nancy Sinatra – The Nancy Sinatra Show

### Cecil B. DeMille Award
Gregory Peck 